# Steaua Chișinău
CSCA Steaua Chișinău a fost un club de fotbal din Chișinău, Republica Moldova. Echipa a fost fondată în anul 1992 și și-a încetat existența în 2008, prin fuziunea cu FC Rapid Ghidigici și formarea clubului CSCA-Rapid Chișinău. FC Steaua Chișinău a evoluat în sezoanele 2004-2005 și 2007-2008 ale Diviziei Naționale.

## Istoric denumiri

Un logo anterior

Logo-ul din perioada FCA Victoria Chișinău

Logo-ul din perioada FC CSCA Chișinău

- 1992 - fondat ca CSA Victoria Cahul
- 1998 - redenumit în CSA Victoria Chișinău
- 2000 - redenumit în CSA ABV Chișinău
- 2001 - redenumit în CSA Buiucani Chișinău
- 2002 - redenumit în FCA Victoria Chișinău
- 2005 - redenumit în CSCA-Agro Stăuceni
- 2006 - redenumit în CSCA Chișinău
- 2007 - redenumit în CSCA-Steaua Chișinău
- 2008 - fuzionat cu FC Rapid Ghidigici în CSCA-Rapid Chișinău

## Palmares
- Divizia "A" (1): 2003-04